# جان دی‌سنتیس
جان دی‌سنتیس (انگلیسی: John DeSantis؛ زادهٔ ۱۱ اوت ۱۹۷۷) یک هنرپیشه اهل کانادا است.
از فیلم‌ها یا برنامه‌های تلویزیونی که وی در آن نقش داشته است می‌توان به ملکه برفی ، سیزدهمین سلحشور و سیزده روح اشاره کرد.